# Larus glaucescens
Il gabbiano glauco del Pacifico (Larus glaucescens, Naumann 1840) è un uccello della famiglia dei Laridi.

## Sistematica
Larus glaucescens non ha sottospecie, è monotipico.

## Distribuzione e habitat
Questo gabbiano vive sulle coste del Pacifico, sia asiatiche (Russia, Giappone e Cina), sia nordamericane (Canada, Stati Uniti e Messico). È saltuario in Marocco e Spagna.

## Galleria d'immagini

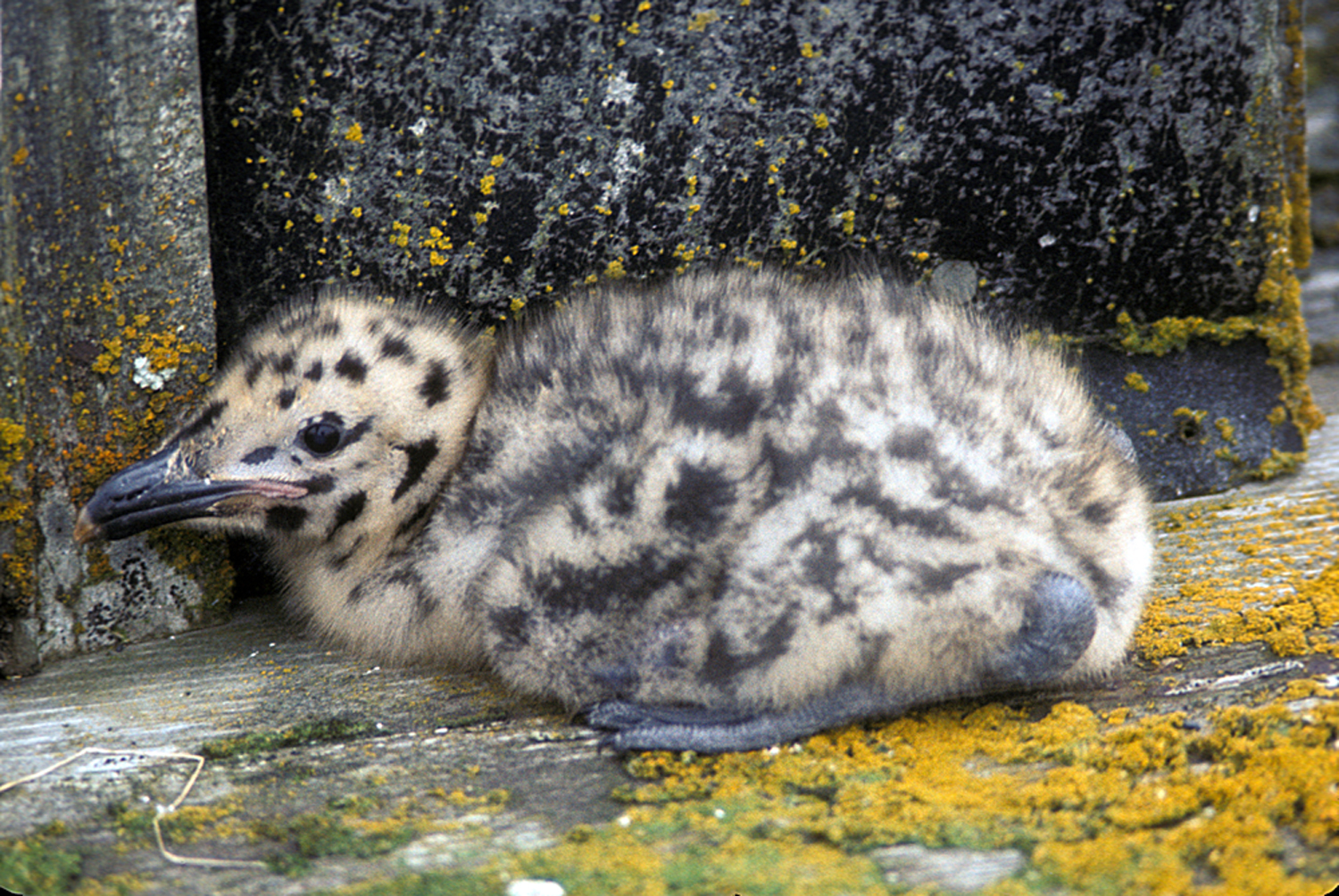
Pulcino di L. glaucescens
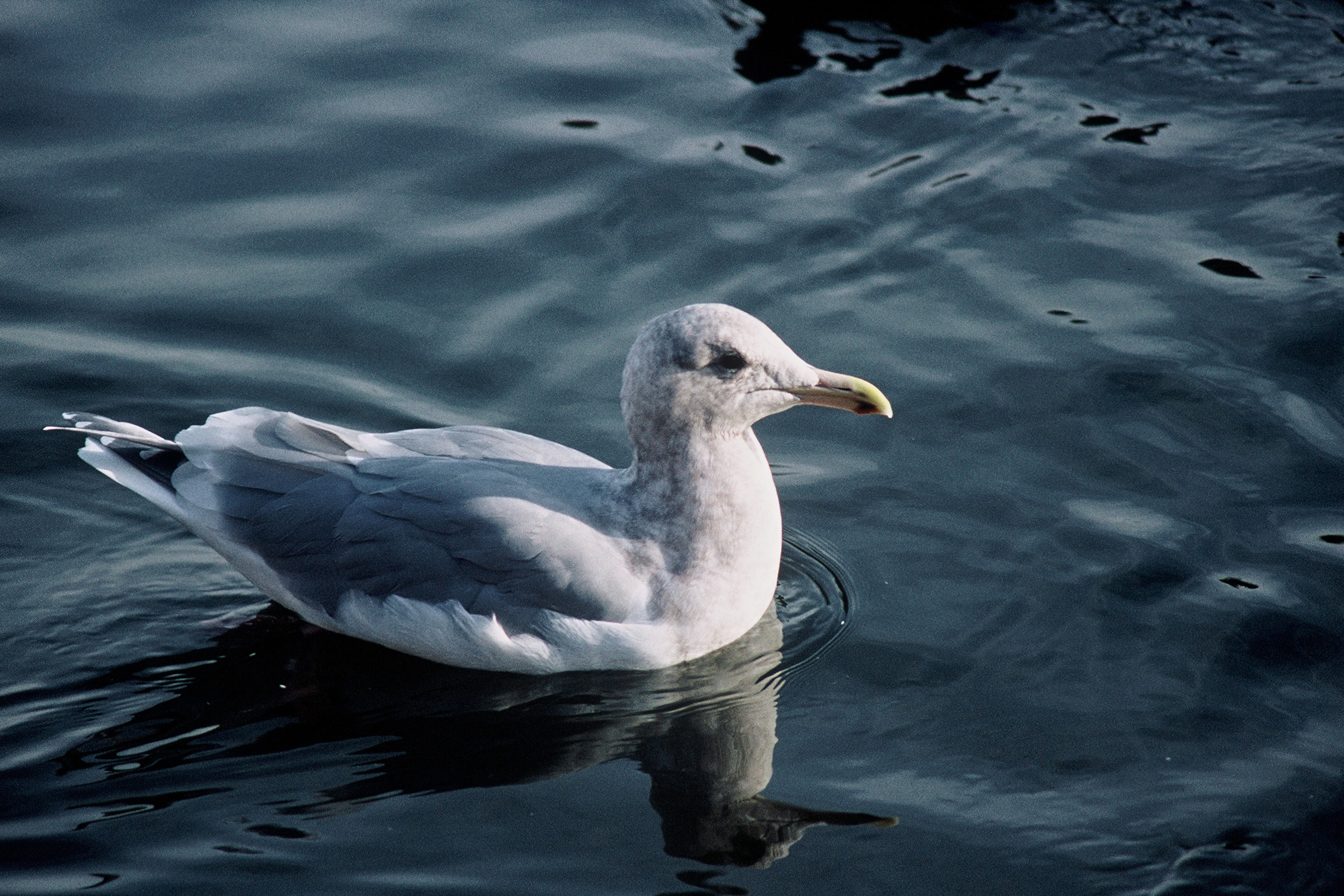